# Dapanoptera candidata
Dapanoptera candidata is een tweevleugelige uit de familie steltmuggen (Limoniidae). De soort komt voor in het Australaziatisch gebied.